# 무스타파 바르구티

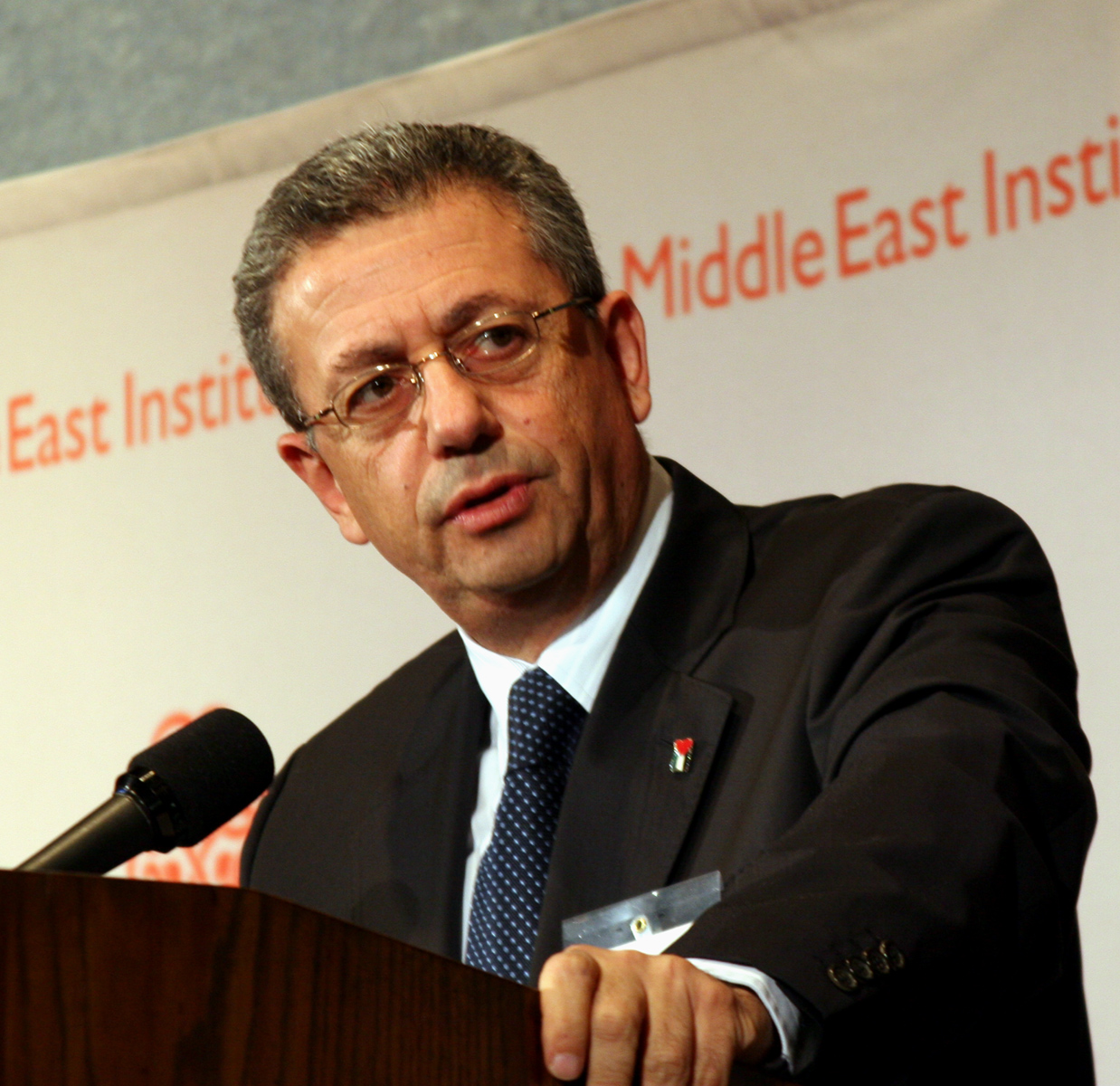

무스타파 바르구티(아랍어: مصطفى البرغوثي)는 1954년에 예루살렘에서 태어났다. 1971년에 그는 쿠반 국립 의학 아카데미에 입학한 소비에트 연방에서 공부하러 갔다. 공부가 끝난 뒤, 1977년부터 1978년까지 미국의 스탠포드 대학교에서 없는 것과 같았다. 다른 자료에 의하면 1978년에 러시아 민족 우호 대학교 의학학부를 졸업했다. 1978년에 병원 «알 막세드»에서 물리치료의사질로 일했던 동예루살렘으로 돌아갔다.